# قائمة معالم مدينة نيويورك
هذه هي قوائم معالم مدينة نيويورك المعينة من قبل لجنة الحفاظ على معالم مدينة نيويورك :
- معالم مدينة نيويورك في مانهاتن:
  - قائمة معالم مدينة نيويورك المعينة في مانهاتن أسفل شارع 14
  - قائمة معالم مدينة نيويورك المعينة في مانهاتن من شوارع 14 إلى 59
  - قائمة معالم مدينة نيويورك المعينة في مانهاتن من شوارع 59 إلى 110
  - قائمة معالم مدينة نيويورك المعينة في مانهاتن فوق شارع 110
  - قائمة معالم مدينة نيويورك المعينة في مانهاتن في الجزر الصغيرة
- قائمة معالم مدينة نيويورك المعينة في بروكلين
- قائمة معالم مدينة نيويورك المعينة في كوينز
- قائمة معالم مدينة نيويورك المعينة في برونكس
- قائمة معالم مدينة نيويورك المعينة في جزيرة ستاتن

## روابط خارجية
- لجنة الحفاظ على معالم مدينة نيويورك
- مجموعة معالم مدينة نيويورك Flickr